# Fridolin Summerer
Fridolin I. Summerer (* 10. April 1628 in Baden; † 18. August 1674 in Muri) war ein Schweizer Benediktinermönch. Von 1667 bis zu seinem Tod war er Abt des Klosters Muri in den Freien Ämtern (im heutigen Kanton Aargau).
Der Sohn des Peter Summerer, Rats- und Bauherrn von Baden, und der Ursula Wanger legte 1644 die Profess ab und empfing 1651 die Priesterweihe. Ab 1652 war er als Lehrer an der Klosterschule tätig, von 1654 bis 1661 als Novizenmeister. Im Jahr 1655 wurde er zum Sekretär der Schweizerischen Benediktinerkongregation ernannt, zwei Jahre später zum Subprior. Im Auftrag der Kongregation übernahm er 1663 die Administration des Klosters Pfäfers, das durch Misswirtschaft an den Rand des Ruins geraten war. Am 3. Februar 1667 erfolgte Summerers Wahl zum Abt. Für die Kongregation führte er mehrere Visitationen durch. In dieser Funktion sorgte er für die Durchsetzung von Reformen im Kloster Kempten. Er veranlasste die Sammlung der alten Beschlüsse des Kapitels und deren Vereinigung in einem Protokoll. Summerer liegt in der Leontiuskapelle der Klosterkirche begraben.